# Tuberozitatea parietală
Tuberozitatea parietală sau eminența parietală (Tuber parietale), o proeminență rotunjită situată puțin deasupra mijlocului feței externe a osului parietal. Corespunde de obicei punctului lățimii maxime a craniului. Poate fi palpată sub piele.